# わたしはあなたの宇宙
『わたしはあなたの宇宙』（わたしはあなたのうちゅう）は、fra-foaのヴォーカリスト三上ちさこの1枚目のオリジナル・ソロ・アルバム。

## 解説
2005年5月に解散したfra-foaのボーカリスト、三上さちこのソロ・デビュー・アルバム（このアルバムが発売された時点ではまだ解散していなかった）。ホッピー神山をはじめ、四人囃子の岡井大二、グレート栄田他がレコーディングに参加している。
2005年6月29日、収録曲を再録し（デモ・バージョンやスタジオ・テイクの新バージョン、リミックスなど）、ライブ映像や本人インタビューを収めたDVDが付属したスペシャルエディション『わたしはあなたの宇宙/破壊編』を発売。

## 収録曲

### 『わたしはあなたの宇宙』
| #   | タイトル               | 作詞                   | 作曲                    | 時間 |
| --- | ---------------------- | ---------------------- | ----------------------- | ---- |
| 1.  | 「バカで結構」         | 三上ちさこ             | 三上ちさこ              | 4:52 |
| 2.  | 「ファンダメンタル」   | 三上ちさこ             | 三上ちさこ・hirano tomo | 5:08 |
| 3.  | 「Hole」               | 三上ちさこ             | 三上ちさこ              | 4:44 |
| 4.  | 「なつかし地球」       | 三上ちさこ             | 三上ちさこ・TOMZUIN H   | 3:31 |
| 5.  | 「VIVA LA REVOLUCION」 | 三上ちさこ             | 三上ちさこ              | 2:38 |
| 6.  | 「chiisana」           | 三上ちさこ             | 三上ちさこ              | 3:47 |
| 7.  | 「孤高の空」           | 三上ちさこ             | 三上ちさこ              | 5:42 |
| 8.  | 「Fundamental」        | 三上ちさこ             | 三上ちさこ              | 5:06 |
| 9.  | 「咲かない花」         | 三上ちさこ             | 三上ちさこ              | 4:07 |
| 10. | 「tuki」               | 三上ちさこ             | 三上ちさこ・TOMZUIN H   | 4:05 |
| 11. | 「RAIN」(カバー曲)     | レノン＝マッカートニー | レノン＝マッカートニー  | 4:42 |

### 『わたしはあなたの宇宙/破壊編』
| 全作詞・作曲: 三上ちさこ。 |                        |            |            |      |
| #                          | タイトル               | 作詞       | 作曲・編曲 | 時間 |
| 1.                         | 「Fundamental」        | 三上ちさこ | 三上ちさこ | 5:00 |
| 2.                         | 「孤高の空」           | 三上ちさこ | 三上ちさこ | 5:07 |
| 3.                         | 「HOLE」               | 三上ちさこ | 三上ちさこ | 4:51 |
| 4.                         | 「Viva la Revolucion」 | 三上ちさこ | 三上ちさこ | 2:08 |
| 5.                         | 「咲かない花」         | 三上ちさこ | 三上ちさこ | 4:00 |
| 6.                         | 「Tuki」               | 三上ちさこ | 三上ちさこ | 3:23 |
| 7.                         | 「神の樹」             | 三上ちさこ | 三上ちさこ | 2:58 |
| 8.                         | 「望み」               | 三上ちさこ | 三上ちさこ | 2:46 |

| # | タイトル | 作詞 | 作曲・編曲 |
| - | -------- | ---- | ---------- |